# Eiji Wentz
Eiji Wentz ウエンツ瑛士 (Uentsu Eiji?) (Tokyo, 8 ottobre 1985) è un cantante e attore giapponese.
È membro del duo WaT, e fa parte dell'agenzia di talenti Burning Productions.

## Biografia
Nato a Tokyo da padre statunitense di origini tedesche e da madre giapponese, Wentz entra nel mondo dello spettacolo da giovanissimo, lavorando come modello dall'età di quattro anni, e debuttando come attore nel musical de La bella e la bestia. Ottiene una certa popolarità comparendo regolarmente nello show televisivo della NHK Tensai Terebi-kun (天才テレビくん?) dove suona il basso ed il pianoforte all'età di dieci anni.
Una volta terminato il contratto con Tensai Terebi-kun, Eiji Wentz entra a far parte dell'agenzia di talenti Burning Productions. Dopo aver interpretato un ruolo minore nella serie televisiva Toshiie To Matsu, inizia ad apparire in numerosi show ed in produzioni cinematografiche. Nel 2008 è il protagonista del film GeGeGe no Kitaro, e l'anno successivo del suo sequel: Gegege no Kitarô: Sennen noroi uta.
Contemporaneamente, Wentz porta avanti anche una carriera musicale come metà del duo WaT (con Teppei Koike). I due hanno iniziato ad esibirsi nel 2002, e nel 2004 hanno pubblicato il loro primo CD per un'etichetta indipendente. Grazie alla Universal Music Group hanno debuttato ufficialmente nel 2005.

## Filmografia

### Cinema
- The Tiger Mask (2013) - Naoto Date / Tiger Mask
- Nodame Cantabile saishū gakushō - Kōhen (Nodame Kantabire saishu gakusho) - Gopen (2010)
- Nodame Cantabile saishū gakushō - Zenpen (Nodame Kantabire saishu gakusho - Zenpen) (2009)
- Gegege no Kitarô: Sennen noroi uta (2008) - Kitaro
- GeGeGe no Kitaro (film) (2007) - Kitaro
- Captain Tokio (2007) - Furuta
- My Favorite Girl (2006) - Kai Odagiri
- Lovely Complex (film) (2006)
- Brave Story (2006) (voce) - Mitsuru
- Masked Rider: The First (2005)

### Televisione
- Kyūmei Senshi Nano Seibaa (1995), a drama within the NHK show Tensai Terebi-kun
- Toshiie Tomatsu (2002) - Mori Ranmaru
- Tentei Kazoku (2002) - Tomoda Yūki
- Gokusen, epi 6 star ospite (2002) - Yūki Masato
- Raion Sensei (2003) - Furuta Takumi
- Fujiko Hemingu no Kiseki (2003) - Ōtsuki Urufu
- Aa, Tantei Jimusho, epi 3 star ospite (2004) - Inaba Yusuke
- Tadashii Renai no Susume (2005) - Takeda Hiroaki
- Rondo, epi 1-2 star ospite (2006) - Toda Masato
- Kirakira Kenshūi (2007) - Tachioka Ken
- Nodame Cantabile in Europe Lesson 1 & 2 (2008) - Franck
- Wagaya no Rekishi (2010) - Maruyama Akihiro